# Euspilotus sterquilinus
Euspilotus sterquilinus är en skalbaggsart som först beskrevs av J. E. Leconte 1860.  Euspilotus sterquilinus ingår i släktet Euspilotus och familjen stumpbaggar. Inga underarter finns listade i Catalogue of Life.